# 孔謙 (五代)
孔謙(？—926年) 。魏州（今河北省魏县）人，五代时后唐政治人物。
早年是胥吏，后唐庄宗李存勖時擔任魏博度支使，后轉任租庸副使，同光二年八月，任租庸使，以国用不足，奏請折估錢。造成不少民怨。唐明宗即位后，处死了孔谦。

## 延伸阅读
[在维基数据编辑]
 《舊五代史/卷73》，出自薛居正《舊五代史》
 《新五代史·卷26》，出自歐陽修《新五代史》